# Premios Princesa de Asturias
Los Premios Princesa de Asturias (llamados Premios Príncipe de Asturias desde 1981 hasta 2014) son unos galardones entregados por el heredero al trono español y que están destinados a honrar la labor científica, técnica, cultural, social y humana realizada por personas, instituciones, grupos de personas o de instituciones en el ámbito internacional, aunque con especial atención en el ámbito hispánico.
En octubre de 2014, el patronato de la Fundación Príncipe de Asturias aprobó que tanto la institución como los premios pasaran a denominarse «Princesa de Asturias», en alusión a la heredera de la Corona, la princesa Leonor de Borbón, tras la proclamación de su padre como Felipe VI de España. En 2015, Wikipedia se hizo acreedora del premio en la categoría Cooperación Internacional.
Fueron declarados de «excepcional aportación al patrimonio cultural de la humanidad» por la Unesco en el año 2005.

## Germen y constitución de la Fundación
Fue el periodista Graciano García quien impulsó la idea de la puesta en marcha de una fundación que llevaría en primer lugar el nombre de Fundación Principado de Asturias, para luego pasar a llamarse Fundación Príncipe de Asturias; según sus propias palabras:
"Para los asturianos [la Carta Magna de 1978] tenía un significado especial porque se recuperaban las instituciones más significativas de nuestra historia: el título de Príncipe de Asturias para el heredero de la Corona y el de Principado para nuestra comunidad. En estas circunstancias, surgió mi idea de crear una Fundación que estableciera vínculos firmes entre el Príncipe y su Principado y vertebrara esa relación a través del fomento de la cultura, el aliento de la concordia y la cooperación entre los pueblos."
El 24 de septiembre de 1980 se firmó la carta constitucional de la Fundación. El acto de la firma se celebró en el Salón Covadonga del Hotel de la Reconquista de Oviedo, en una ceremonia presidida por el entonces príncipe de Asturias, Felipe de Borbón y Grecia, y con la presencia de los reyes de España.
El entonces presidente de la Caja de Ahorros de Asturias, Adolfo Barthe Aza, que presidía la Comisión Gestora de la Fundación, abrió el solemne acto agradeciendo la presencia de los miembros de la familia real, para quien deseó que «la Fundación sea, desde ahora, su segunda casa».

## Detalles  organizativos

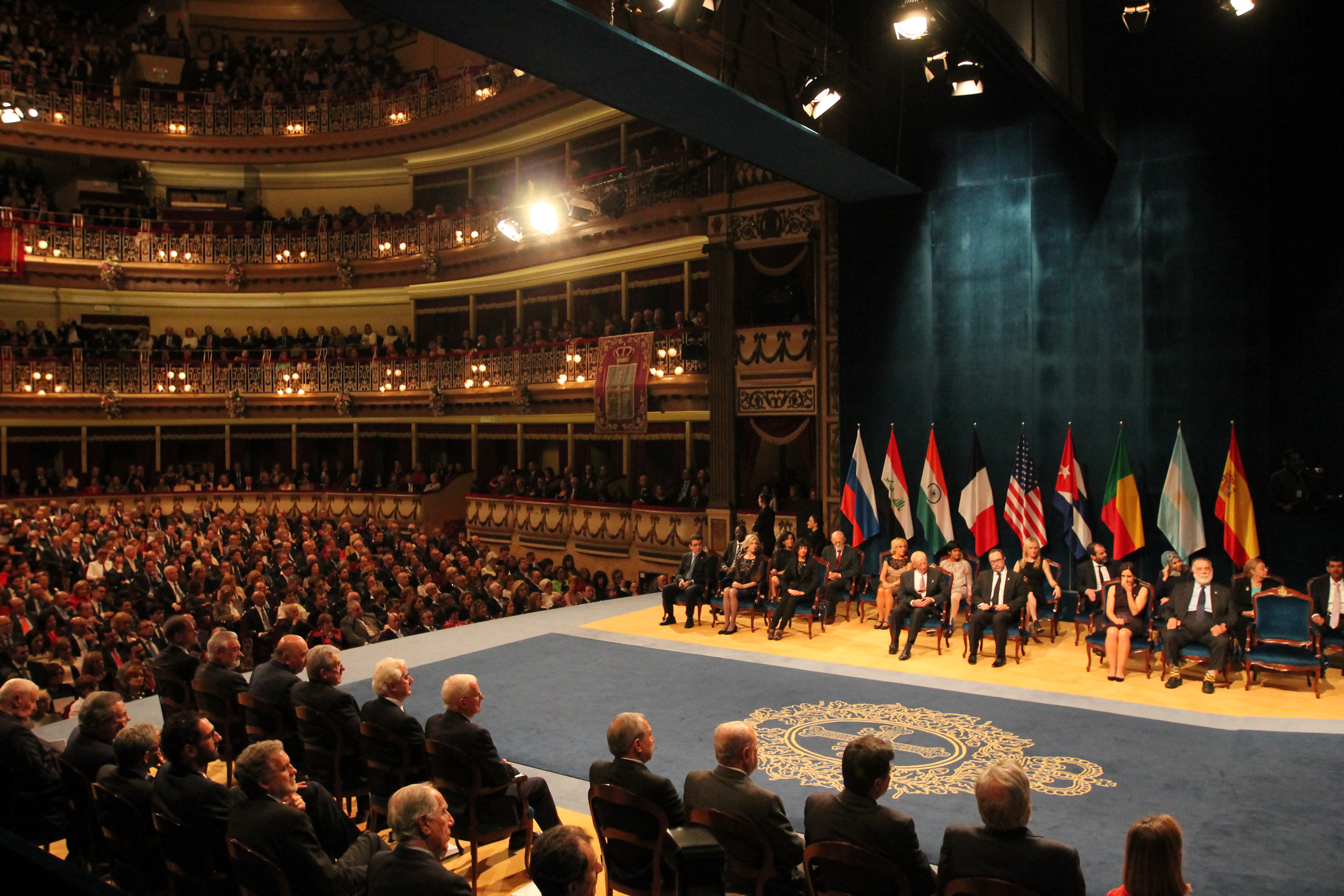
Teatro Campoamor durante la entrega de los Premios Princesa de Asturias

Los Premios Príncipe de Asturias se otorgan en la ciudad de Oviedo, capital del Principado de Asturias, en una solemne ceremonia que se realiza anualmente en el Teatro Campoamor. A esta ceremonia asisten personalidades del mundo cultural, empresarial y deportivo de España, así como autoridades políticas del Gobierno autonómico y central.
La ceremonia fue presidida entre los años 1981 y 2013 por el entonces príncipe Felipe de Borbón que solamente faltó a la cita en el año 1984 por causa de sus estudios; en principio acompañado en el escenario del Teatro Campoamor por sus padres, los reyes de España, y ya a partir de su mayoría de edad y hasta su enlace con la ahora reina Letizia, presidirá unipersonalmente la mesa.
Su madre, la reina Sofía ha estado presente en la ceremonia todos los años. Presencia el acto desde el palco de honor del Teatro Campoamor.
En la edición de 2014 volvió a presidir Felipe de Borbón, ya rey Felipe VI, en nombre de su hija, la princesa de Asturias, Leonor de Borbón, quien estuvo presente por vez primera, junto a su hermana la infanta Sofía, en la ceremonia de 2019. 
Cada premio consta de un diploma, una escultura de Joan Miró representativa del galardón, una insignia con el escudo de la Fundación Príncipe de Asturias, y una dotación económica de 50 000 euros. Si el premio fuera compartido, correspondería a cada galardonado la parte proporcional de su cuantía.
Si el galardonado no acude a la ceremonia de entrega de los premios no recibe ni la dotación económica ni la escultura, incluso en el caso de que la ausencia se deba a razones de fuerza mayor. Fue sonado el caso de Bob Dylan en 2007, quien rehusó acudir a Oviedo y solicitó infructuosamente que le fuera enviada la escultura. El escritor Philip Roth tampoco pudo asistir en 2012, pero debido a razones médicas justificadas. Y Pau y Marc Gasol no fueron autorizados en 2015 por sus respectivos equipos de baloncesto. El resultado fue el mismo en todos los casos.
Según las bases, pueden presentar propuesta razonada de candidatos a los Premios Príncipe de Asturias todos los galardonados en ediciones anteriores, aquellas personalidades e instituciones a quienes la fundación invite, las embajadas españolas, las representaciones diplomáticas en España, los integrantes de cada uno de los jurados respecto de los otros premios, así como personalidades e instituciones de reconocido prestigio.
El fallo de todos los jurados de los premios se realiza entre los meses de abril a junio. Dichas reuniones de jurados y fallos se realizan en el Hotel de la Reconquista, precisamente estos últimos en el Salón Covadonga, en homenaje y recuerdo a ese primer acto de constitución de la Fundación Príncipe de Asturias.

### Semana de los premios
La llamada «semana de los premios» se inicia unos días antes de la entrega de galardones, siempre un viernes, con la sucesiva llegada de premiados al Hotel Reconquista. Durante esos días, los galardonados participan en varios actos públicos (charlas y encuentros en centros culturales, colegios, universidad, centros deportivos, etc.) que se llevan a cabo en diferentes localidades asturianas. Algunos de las sedes de este tipo de actos son, normalmente, el Teatro Jovellanos de Gijón, la Universidad de Oviedo, la antigua Fábrica de armas de Oviedo o el Centro Niemeyer de Avilés, entre otros. También es tradicional el concierto homenaje a los premiados llevado a cabo por la Orquesta Sinfónica del Principado en el Auditorio de Oviedo. La semana finaliza con la visita de los reyes al pueblo ejemplar al día siguiente de la entrega de galardones.
La ceremonia de entrega de los Premios se celebra, tradicionalmente, en el mes de octubre. Según detalla el periodista Xuan Cándano, durante los premios se hacen grandes negocios. Algunos son visibles y suponen grandes inversiones para Asturias, mientras que otros son más bien «oscuros y opacos».

## Primeras ediciones

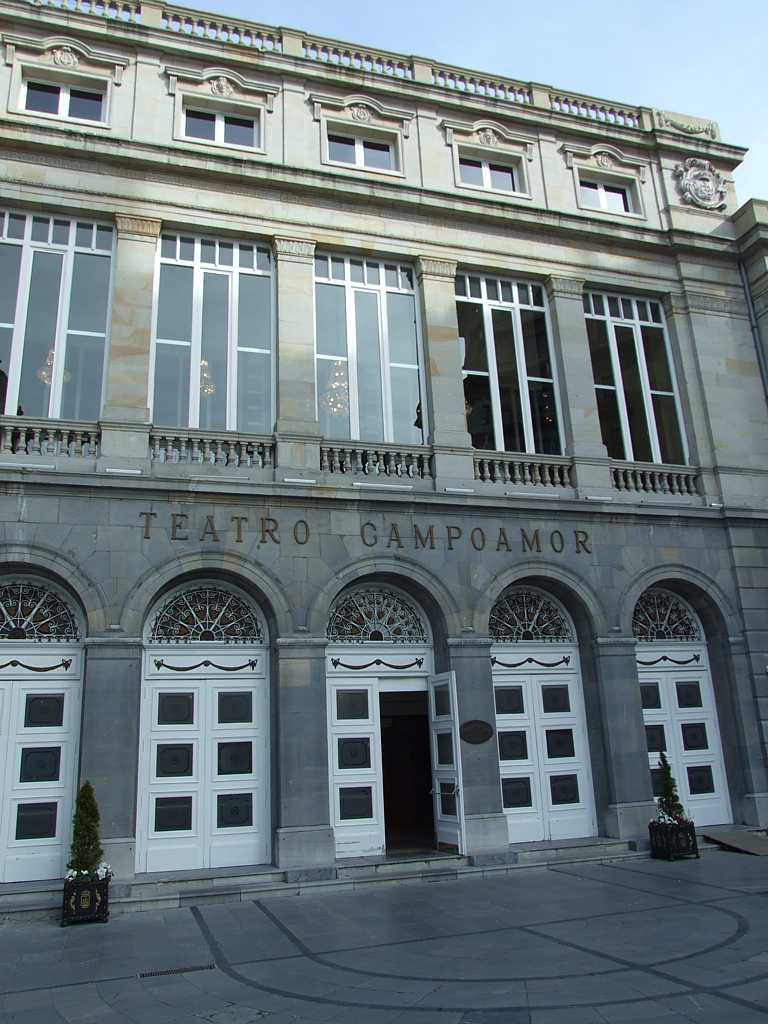
Teatro Campoamor de Oviedo.

En sus primeras ediciones estos galardones se concedían en exclusiva a personalidades e instituciones iberoamericanas, es a partir de 1990 y coincidiendo con el décimo aniversario de la creación de la Fundación Príncipe de Asturias, cuando tras un extenso debate, se acordó la ampliación de candidaturas al ámbito universal, contribuyendo así a su mayor proyección internacional.
La primera ceremonia de entrega de los Premios Príncipe de Asturias se celebró un sábado, 3 de octubre de 1981, en el Teatro Campoamor de Oviedo; esta fecha venía en cada edición determinada por las agendas de los reyes de España y el príncipe de Asturias, sin embargo se fue haciendo patente la necesidad de establecer una fecha exacta, al menos con un año de antelación, a fin de que los diferentes agentes interventores pudieran hacer frente a sus compromisos.

### Ediciones posteriores
En estas primeras ediciones y a falta de precedentes, la imagen y protocolo de la ceremonia de entrega de los Premios va sufriendo múltiples variaciones hasta llegar a su imagen y ceremonial actual a partir del año 1998. En octubre de 2014, el patronato de la Fundación Príncipe de Asturias aprobó que tanto la institución como los premios pasaran a denominarse «Princesa de Asturias», en alusión a la heredera de la Corona, la princesa Leonor de Borbón. En el año 2005, la Unesco consideró los Premios Princesa de Asturias de «excepcional aportación al patrimonio cultural de la humanidad».
En la edición de 2017 los Premios Princesa de Asturias estuvieron fuertemente marcados por el independentismo catalán. Es por ello que además de la manifestación por la república que se celebraba desde años atrás en la plaza de la Escandalera, también se produjo una manifestación por la unidad de España en frente del Teatro Campoamor que contó con centenares de asistentes. Además de los propios manifestantes, se pudo apreciar la gran cantidad de banderas españolas que la gente portaba. En esta edición, la ganadora del Premio Princesa de Asturias a la Concordia fue la Unión Europea, lo que contó con la presencia de Donald Tusk, presidente del Consejo Europeo; el presidente de la Comisión Europea, Jean-Claude Juncker y el presidente del Parlamento Europeo, Antonio Tajani. Tusk, en su discurso, apoyó sin fisuras al Gobierno central ante el desafío catalán diciendo que «la ley tiene que ser cumplida por todos». Aunque ya se sabía de días atrás, en esta edición de los Premios Princesa de Asturias se pudo confirmar el apoyo total de la Unión Europea hacia el Gobierno de España. Finalmente, esta edición cerró con el célebre discurso del rey (uno de los más importantes del año) argumentando que «el conflicto de secesión se resolverá por medio de la Constitución». Este fue el primer año que los Premios Princesa de Asturias contaron con la presencia del presidente del Gobierno, Mariano Rajoy, desde el mandato de Leopoldo Calvo Sotelo.

## Categorías

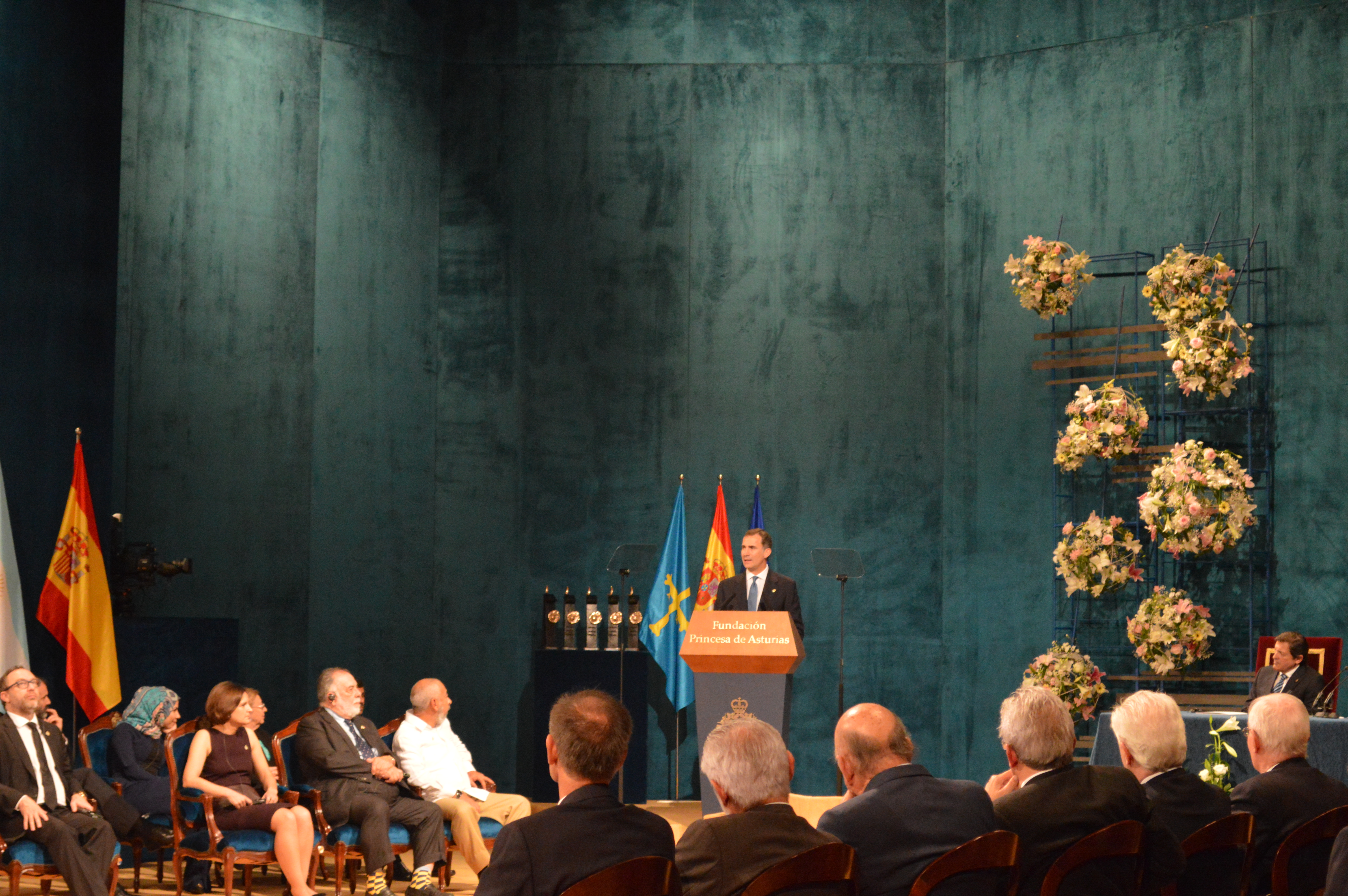
Ceremonia de entrega de los premios en 2015 en el Teatro Campoamor

Los Premios Príncipe de Asturias fueron establecidos en 1981, en principio en seis categorías: Artes, Ciencias Sociales, Comunicación y Humanidades, Cooperación Internacional (anteriormente denominado Cooperación Iberoamericana), Investigación Científica y Técnica y Letras. El Premio a la Concordia fue establecido en el año 1986, y el último en incorporarse fue el de Deportes, que se concede desde el año 1987.
En la actualidad los Premios Princesa de Asturias tienen ocho categorías:
Premio Princesa de Asturias de Comunicación y Humanidadesdesde 1981, «destinado a la labor de cultivo y perfeccionamiento de las ciencias y disciplinas consideradas como actividades humanísticas y de lo relacionado con los medios de comunicación social en todas sus expresiones».
Premio Princesa de Asturias de Ciencias Socialesdesde 1981, «destinado a la labor creadora y/o de investigación de la historia, el derecho, la lingüística, la pedagogía, la ciencia política, la psicología, la sociología, la ética, la filosofía, la geografía, la economía, la demografía y la antropología, así como de las disciplinas correspondientes a cada uno de dichos ámbitos».
Premio Princesa de Asturias de las Artesdesde 1981, «destinado a la labor de cultivo y perfeccionamiento de la cinematografía, el teatro, la danza, la música, la fotografía, la pintura, la escultura, la arquitectura y otras manifestaciones artísticas».
Premio Princesa de Asturias de las Letrasdesde 1981, «destinado a la labor de cultivo y perfeccionamiento de la creación literaria en todos sus géneros».
Premio Princesa de Asturias de Investigación Científica y Técnicadesde 1981, "destinado a la labor de cultivo y perfeccionamiento de la investigación, descubrimiento y/o invención en las matemáticas, la astronomía y la astrofísica, la física, la química, las ciencias de la vida, las ciencias médicas, las ciencias de la Tierra y del espacio y las ciencias tecnológicas, así como de las disciplinas correspondientes a cada uno de dichos campos y de las técnicas relacionadas con ellas".
Premio Princesa de Asturias de Cooperación Internacionaldesde 1981, «destinado a la labor, individual o colectiva, con otro u otros, de desarrollo y fomento de la salud pública, de universalidad de la educación, de la protección y defensa del medio ambiente y del avance económico, cultural y social de los pueblos».
Premio Princesa de Asturias de la Concordiadesde 1986, «destinado a la labor de defensa y generalización de los derechos humanos, del fomento y protección de la paz, de la libertad, de la solidaridad, del patrimonio mundial y, en general, del progreso de la humanidad».
Premio Princesa de Asturias de los Deportesdesde 1987, «destinado a las trayectorias que por medio del fomento, desarrollo y perfeccionamiento del deporte y a través de la solidaridad y el compromiso, se hayan convertido en un ejemplo de las posibilidades que la práctica deportiva conlleva en beneficio de los seres humanos».
Según Cándano, los premios están condicionados o limitados por el hecho de que los méritos de algunos candidatos «demasiado a la izquierda» (como Silvio Rodríguez o Mario Benedetti) nunca han tenido el valor suficiente.

## Audiencias
| Edición | Fecha                 | Cadena     | Espectadores | Cuota de Pantalla |
| ------- | --------------------- | ---------- | ------------ | ----------------- |
| 2006    | 20 de octubre de 2006 | La 1       | 1.393.000    | 16,2%             |
| 2007    | 26 de octubre de 2007 | La 1       | 1.353.000    | 16,6%             |
| 2008    | 24 de octubre de 2008 | La 1       | 1.711.000    | 19,2%             |
| 2009    | 23 de octubre de 2009 | La 1       | 1.424.000    | 16%               |
| 2010    | 22 de octubre de 2010 | La 1       | 1.588.000    | 17,2%             |
| 2011    | 21 de octubre de 2011 | La 1       | 919.000      | 10%               |
| 2012    | 26 de octubre de 2012 | La 1       | 987.000      | 9,3%              |
| 2013    | 25 de octubre de 2013 | La 1       | 914.000      | 9,4%              |
| 2014    | 24 de octubre de 2014 | La 1       | 578.000      | 6,4%              |
| 2015    | 23 de octubre de 2015 | La 1       | 694.000      | 7,4%              |
| 2016    | 21 de octubre de 2016 | La 1       | 700.000      | 7,6%              |
| 2017    | 20 de octubre de 2017 | La 1       | 1.101.000    | 10,1%             |
| 2018    | 19 de octubre de 2018 | La 1       | 814.000      | 9,1%              |
| 2019    | 18 de octubre de 2019 | La 1       | 1.133.000    | 11,5%             |
| 2020    | 16 de octubre de 2020 | La 1       | 851.000      | 8,5%              |
| 2021    | 22 de octubre de 2021 | La 1       | 828.000      | 8,9%              |
| 2022    | 21 de octubre de 2022 | La 1       | 735.000      | 9,4%              |
| 2022    | 21 de octubre de 2022 | TPA        |              | 11,6%             |
| 2023    | 20 de octubre de 2023 | La 1       | 1.193.000    | 14,8%             |
| 2023    | 20 de octubre de 2023 | TPA        | 37.000       | 15,6%             |
| 2023    | 20 de octubre de 2023 | TeleMadrid | 61.000       | 5,2%              |

     Líder de audiencia en su franja.
     Edición menos vista.